# إشيكاوا غويمون

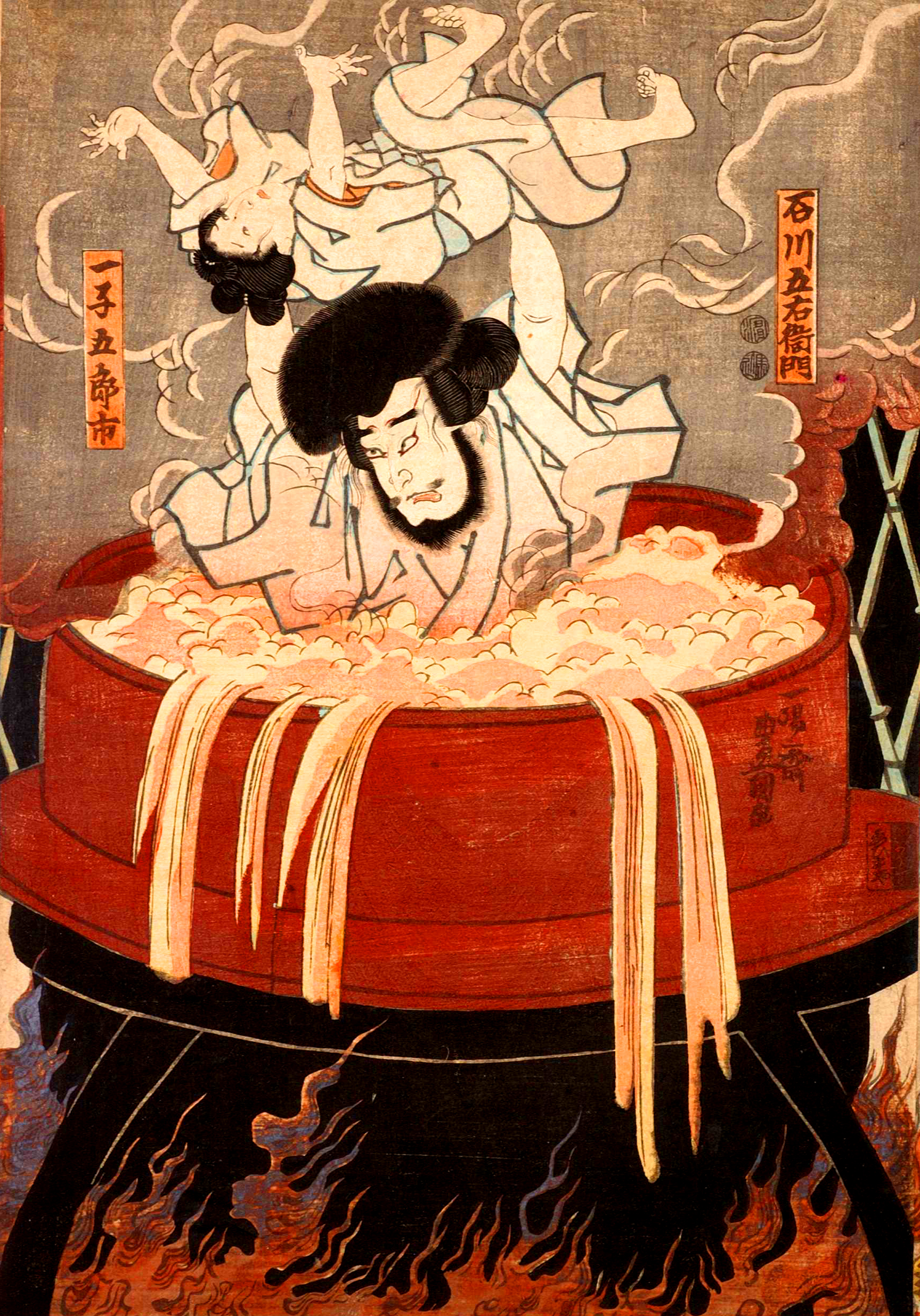
إعدام Goemon Ishikawa (صورة رسمت في أواخر القرن التاسع عشر).

```
إيشيكاوا غويمون'
 
(
石川 五衛門 ou 石川 五右衛門
؟
)
 كان قاطع طرق 
ياباني
 شبه أسطوري يسرق الذهب والأشياء الثمينة الأخرى ويعطيها للفقراء.
[
1
]
```

ربما يكون العنصر الأكثر شهرة في حياته، العنصر الذي يرتبط به دائما، هو غليه حيا في الماء الساخن علنًا بعد محاولة اغتيال فاشلة قام بها لأمير الحرب تويوتومي هيديوشي. حيث وضع في غلاية حديدية كبيرة على شكل حوض. ومازالت تسمى إلى الآن حمام غويمون نسبة له.

## سيرته
هناك القليل من الحقائق التاريخية عن حياة غويمون، وهكذا أصبح بطلاً شائعًا كانت سوابقه وأصوله موضع الكثير من التكهنات. في أول ظهور له في السجلات التاريخية، في سيرة هيديوشي التي يعود تاريخها إلى عام 1642، يشار إليه على أنه مجرد قاطع طرق. عندما أصبحت أساطيره شعبية، نسبت إليه عدة مآثر مناهضة للسلطوية، بما في ذلك محاولة مزعومة لاغتيال أمير الحرب العظيم نوبوناغا أودا.
وفقًا لإحدى النسخ، ولد غويمون تحت اسم سانادا كورانوشين Sanada Kuranoshin في عام 1558 لعائلة من الساموراي تخدم عشيرة ميوشي Miyoshi القوية في مقاطعة إغا Iga. في عام 1573، عندما قُتل والده (ربما إيشيكاوا أكاشي ) على أيدي رجال شوغون من أشيكاغا، أقسم سانادا، البالغ من العمر 15 عامًا، على الانتقام وبدأ يتعلم نينجوتسو إغا تحت إشراف موموتشي ساندايو. ومع ذلك، أُرغم على الفرار عندما اكتشف سيده علاقته الرومانسية بأحد عشيقاته؛ لكن سانادا مع ذلك أتيحت له الفرصة لسرقة سيف ذو قيمة. انتقل بعد ذلك إلى منطقة كانساي المجاورة حيث قام بتشكيل وقيادة فرقة من اللصوص وقطاع الطرق تحت اسم إيشيكاوا غيمون الذي سرق أمراء الإقطاعيين والتجار والمعابد الغنية وشارك غنائمه مع الفلاحين الفقراء والمضطهدين. ووفقا لنسخة أخرى، والتي تنسب أيضا إلى غويمون محاولة فاشلة لتسميم نوبوناغا، واضطر أن يصبح لصا عندما تشتت شبكات النينجا.
هناك أيضًا العديد من الروايات المتناقضة حول إعدامه العلني أمام البوابة الرئيسية لمعبد Nanzen-ji البوذي في كيوتو ، بما في ذلك، على سبيل المثال لا الحصر، هذه:
- حاول غيمون اغتيال هيديوشي للانتقام من وفاة زوجته أوتاكي والقبض على ابنه جوبي. حيث اقتحم قلعة فوشيمي ودخل غرفة هيديوشي، لكنه أسقط جرسًا بالخطأ من على طاولة وأيقظت الضجة الحراس وتم القبض عليه. تم الحكم عليه حتى الموت من خلال غليانه في مرجل حديدي مع ابنه الصغير، لكنه تمكن من إنقاذه من خلال حمله فوق الزيت.[9]

- أراد غيمون قتل هيديوشي لأنه كان مستبدا. وقد أعدم في 24 أغسطس، مع زوجته وابنه، و 20 من أفراد أسرته.[10]
- أثناء محنته على ضفاف نهر كاموغاوا، غُمس غيمون مع ابنه إيشيرو في وعاء من الزيت المغلي. حاول أولاً إنقاذ طفله من خلال حمله بطول ذراعه، لكنه فجأة سقط في عمق الزيت المغلي لقتله في أسرع وقت ممكن. ثم حمل الجسد عاليا فيالهواء كعلامة تحدي ضد أعدائه حتى استسلم في النهاية إلى الألم وإصاباته وانهار في الوعاء.[11][12]

حتى تاريخ وفاته الدقيق هو أمر مشكوك فيه، حيث سجلت بعض السجلات أنه حدث في الصيف، بينما قال آخرون أنه في الثامن من أكتوبر (أي بعد منتصف الخريف الياباني). قبل موته، كتب غويمون قصيدة وداع شهيرة يقول فيها أنه بغض النظر عن الظروف، سيكون هناك دائمًا لصوص. يوجد قبر مخصص له في معبد دايونين في كيوتو.

## في الثقافة الشعبية

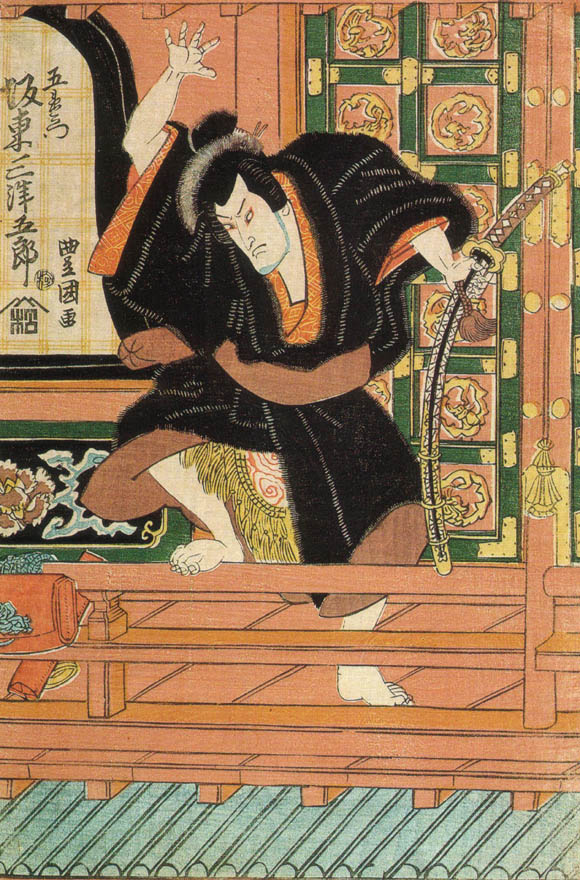
قام الممثل باندو ميتسوجوري الثالث بدور إيشيكاوا غيمون في مسرحية سانمون جوسان نو كيري في مارس عام 1820 في ناكامورا زا (رواية أوتاجاوا تويوكوني الأول).

إيشيكاوا غيمون هو موضوع عدة قطع من مسرحيات الكابوكي[وصلة مكسورة]. الوحيد الذي لا يزال يلعب اليوم هو" Kinmon Gosan no Kiri " (البوابة الذهبية و My Paulownia)، وهي مسرحية من خمسة أفلام كتبها ناميكي غوهاي الأول Namiki Gohei I في 1778. وأشهر هذه الأعمال التي تسمى «سانمون غوسان نو كيري» "Sanmon Gosan no kiri" (بوابة المعبد وبولونيا) والتي ينظر غويمون في البداية يجلس في الجزء العلوي من باب سانمون Sanmon بمعبد نانزين-جي. ويدخن غليونا kiseru مصنوع من الفضة، وهو من الأنواع الطويلة، ويصرخ «إن مشهد الربيع يساوي ألف قطعة نقدية ذهبية، كما يقولون، لكنها قليلة جدًا، قليلة جدًا. عيون غويمون القاضي رأت أنها تستحق عشرة آلاف قطعة!» سرعان ما تعلم غيمون أن والده، سو سوكاي So Sokei، قد قُتل على أيدي ماشيبا هيسايوشي (المعروف باسم الكابوكي الشهير تويوتومي هيديوشي Toyotomi Hideyoshi) وبدأ في رحلة للانتقام لموته. ويظهر غويمون أيضًا في التاريخ المشهور المستمد من الحقائق التاريخية السبعة وأربعون ساموراي. 
1. ↑  (بالإنجليزية) Boye Lafayette De Mente (1989). Everything Japanese. McGraw-Hill. ص. 140.
2. ↑  (بالإنجليزية) Scott Clark (1994). Japan, a View from the Bath. University of Hawaii Press. ص. 38-39.
3. ↑  (بالإنجليزية) Joel Levy (2008). Ninja: The Shadow Warrior. Sterling Publishing Company. ص. 172.
4. ↑  (بالإنجليزية) Stephen Turnbull (2007). Warriors of Medieval Japan. Osprey Publishing. ص. 180.
5. ↑  (بالإنجليزية) Henri L. Joly (1967). Legend in Japanese Art, a Description of Historical Episodes, Legendary Characters, Folklore, Myths, Religious Symbolism, Illustrated in the Arts of Old Japan. Charles E. Tuttle Company.
6. ↑  (بالبولندية) "Skośnoocy buntownicy". focus.pl. 25 janvier 2010. مؤرشف من الأصل في 28 يونيو 2012. اطلع عليه بتاريخ 25 juillet 2011. {{استشهاد ويب}}: تحقق من التاريخ في: |تاريخ الوصول= و|تاريخ= (مساعدة)
7. ↑  (بالإنجليزية) Andrew Adams (1970). Ninja: The Invisible Assassins. Black Belt Communications. ص. 160.
8. ↑  (بالإنجليزية) "9 Most Outrageous Outlaw Heroes". oddee.com. 28 mai 2009. مؤرشف من الأصل في 8 يوليو 2018. اطلع عليه بتاريخ 25 juillet 2011. {{استشهاد ويب}}: تحقق من التاريخ في: |تاريخ الوصول= و|تاريخ= (مساعدة)
9. ↑  (بالإنجليزية) "Goemon". kirainet.com. 14 mars 2008. مؤرشف من الأصل في 14 أبريل 2016. اطلع عليه بتاريخ 25 juillet 2011. {{استشهاد ويب}}: تحقق من التاريخ في: |تاريخ الوصول= و|تاريخ= (مساعدة)
10. ↑  Graham Seal, Outlaw Heroes in Myth and History, Anthem Press, 2011, p. 28 نسخة محفوظة 5 يوليو 2014 على موقع واي باك مشين.
11. ↑  (بالإنجليزية) Jack Seward (1992). The Japanese. McGraw-Hill Professional. ص. 48-49.
12. ↑  John H. Martin, Phyllis G. Martin 2001
13. ↑  (بالإنجليزية) Outlawed!: Rebels, Revolutionaries and Bushrangers. National Museum of Australia. 2003. ص. 32.

### قائمة المراجع
- John H. Martin, Phyllis G. Martin (2001). Kyoto Cultural Guide (بالإنجليزية). Tuttle Publishing. ISBN:9780804833417. {{استشهاد بكتاب}}: روابط خارجية في |عنوان= (help)

### مقالات ذات صلة
- نزومي كوزو
- لويس ماندرين
- يوراج يانوشيك
- فرانسيسكو فيلا
- روبن هود